# 大館郡
大館郡（：／ Taegwan gun */?）是朝鮮民主主義人民共和國平安北道的一個郡，位於該道中部。面積865平方公里。

## 區劃史
1952年自朔州郡分出。

## 下轄區劃
下分一邑、一勞動者區、二十五里。